# VE-Day

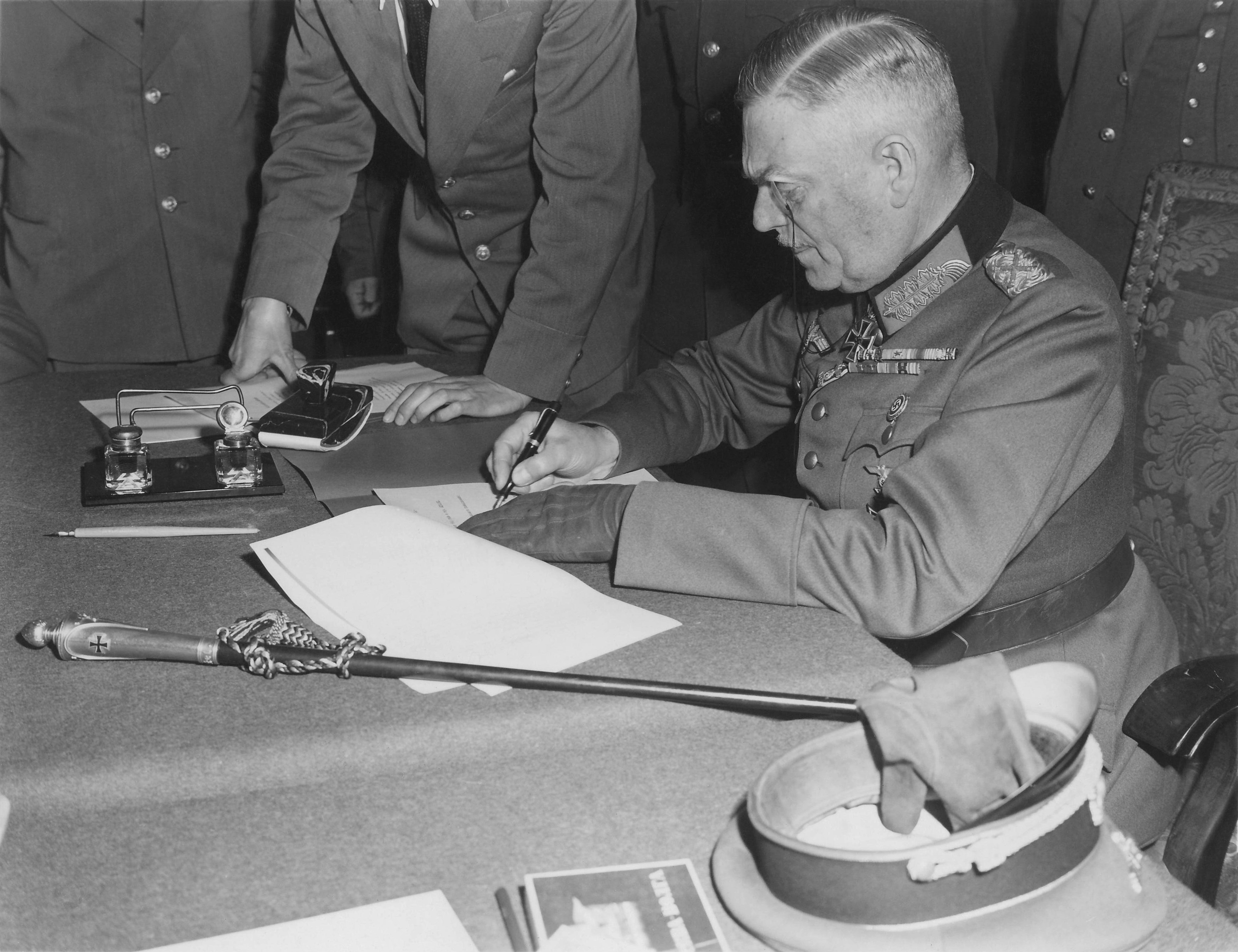
Wilhelm Keitel unterzeichnet im sowjetischen Hauptquartier Berlin-Karlshorst die bedingungslose Kapitulation der Wehrmacht.

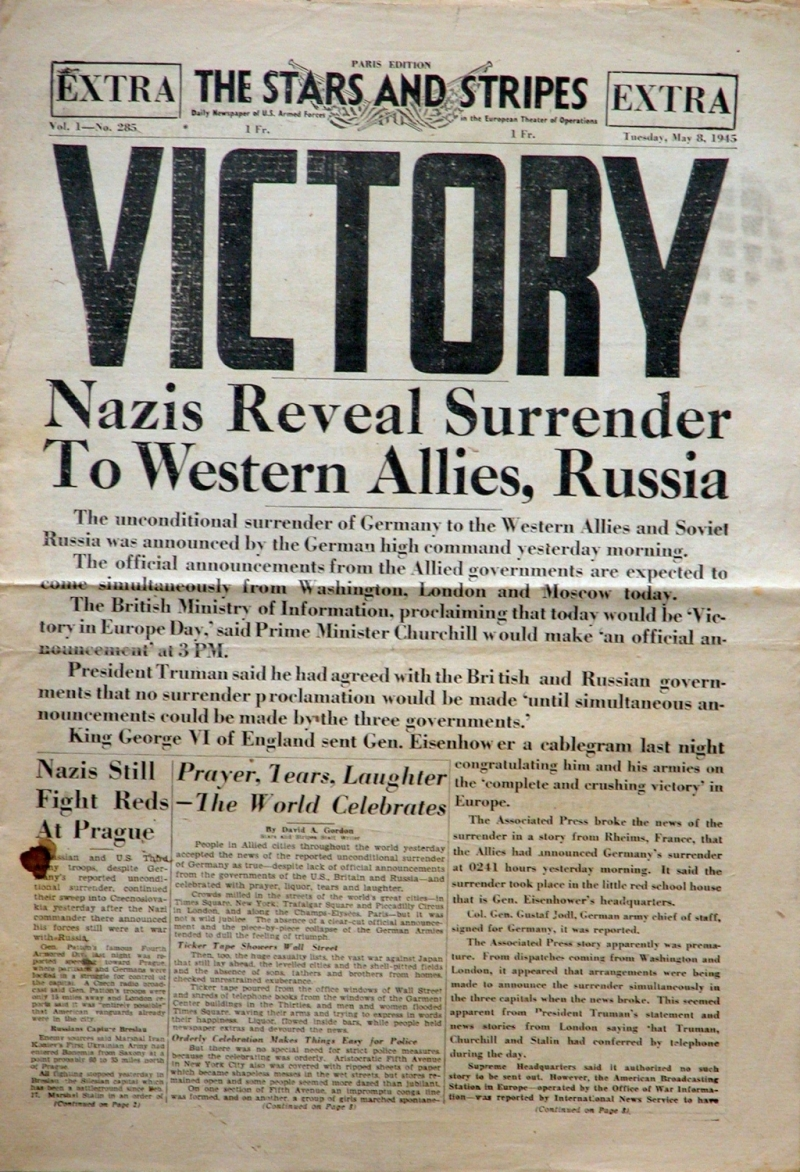
Sonderausgabe von Stars and Stripes zur Kapitulation am 8. Mai 1945

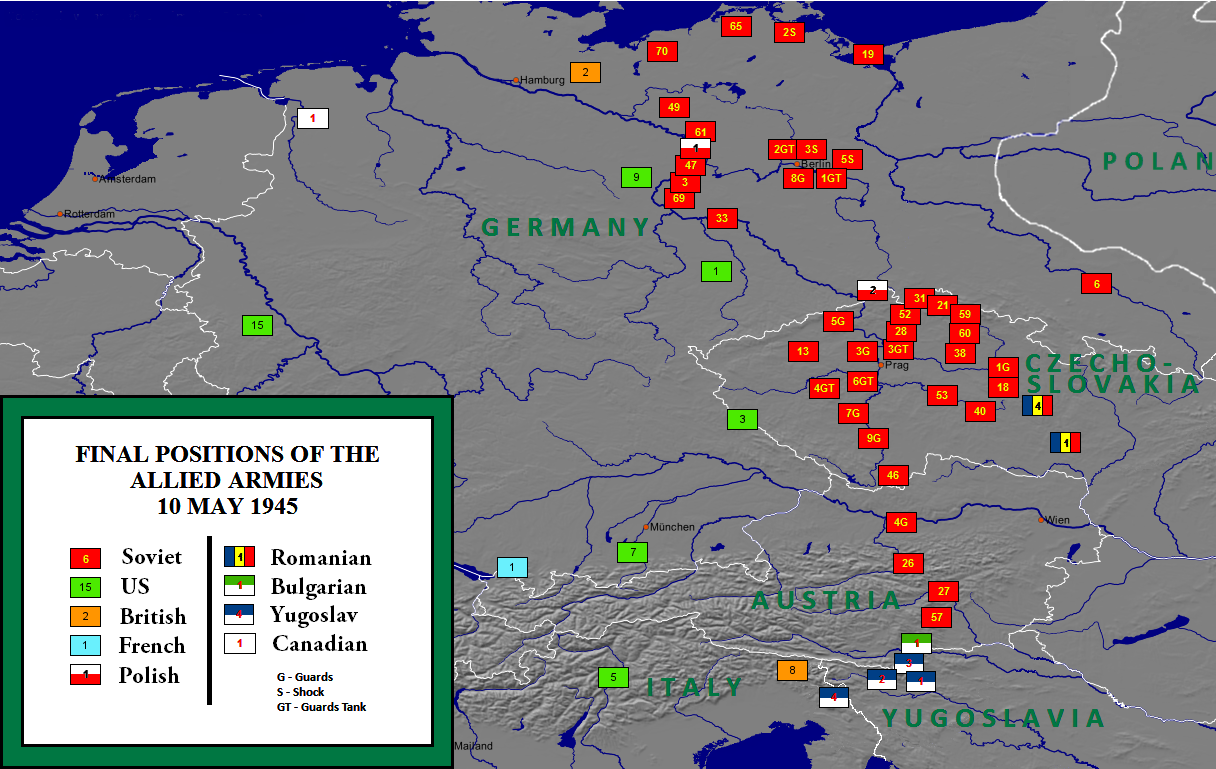
Positionen der alliierten Armeen zwei Tage nach dem VE‑Day

VE-Day steht als Abkürzung für Victory in Europe Day (englisch wortwörtlich für „Sieg-in-Europa-Tag“) und bezeichnet den 8. Mai 1945 als Ende des Zweiten Weltkrieges in Europa. In der Bundesrepublik Deutschland hat sich allgemein der Begriff „Kriegsende“ eingebürgert. In vielen europäischen Ländern wird der 8. Mai als Tag der Befreiung gefeiert. In einigen Ländern wie Frankreich, Tschechien und der Slowakei ist er öffentlicher Feiertag.
Rund drei Monate später erfolgte nach den Atombombenabwürfen auf Hiroshima und Nagasaki der „Kaiserliche Erlass zur Beendigung des Großostasiatischen Kriegs“ (Gyokuon-hōsō), der am 15. August 1945 im japanischen Rundfunk ausgestrahlt wurde. Mit der bedingungslosen Kapitulation des Kaiserreichs Japan am 2. September 1945, dem Victory over Japan Day, endete der Pazifikkrieg und damit auch der Zweite Weltkrieg.
Bei den Verhandlungen im Hauptquartier der alliierten Streitkräfte (SHAEF) in Reims wurde am 7. Mai die bedingungslose Kapitulation aller deutschen Streitkräfte vereinbart und diese dort vertraglich unterzeichnet. Als Zeitpunkt für die Einstellung aller Kampfhandlungen in Europa wurde der 8. Mai, 23:01 Uhr festgelegt.
Aus protokollarischen Gründen erfolgte am späten Abend des 8. Mai im sowjetischen Hauptquartier in Berlin-Karlshorst (heute Museum Berlin-Karlshorst) durch die Oberbefehlshaber der Teilstreitkräfte der Wehrmacht eine Gegenzeichnung der Kapitulationserklärung. Diese zog sich bis kurz nach Mitternacht hin. Da erst danach in Moskau die deutsche Kapitulation bekannt gegeben wurde, wird in der Sowjetunion und ihren Nachfolgestaaten der 9. Mai als Tag des Sieges begangen.
In der DDR war der 8. Mai als Tag der Befreiung von 1950 bis 1966, 1975 und 1985 ein gesetzlicher Feiertag.
Eine Teilkapitulation der Wehrmacht für Nordwestdeutschland, Dänemark und die Niederlande wurde bereits am 4. Mai 1945 auf dem Timeloberg bei Wendisch Evern gegenüber dem britischen Feldmarschall Bernard Montgomery erklärt, die am folgenden Tag um 8 Uhr in Kraft trat.
Die Niederlande feiern am 5. Mai den Bevrijdingsdag. An diesem Tag verhandelten 1945 der kanadische General Charles Foulkes und der deutsche Oberbefehlshaber Johannes Blaskowitz im Beisein von Prinz Bernhard als Kommandant der inländischen Streitkräfte in den Ruinen des weitgehend zerbombten Hotel de Wereld in Wageningen über die Kapitulation der Wehrmachtseinheiten in dem noch besetzten Teil der Niederlande. Blaskowitz erbat sich 24 Stunden Bedenkzeit. Am 6. Mai 1945 wurden die vorbereiteten Kapitulationsbedingungen für das Gebiet des „Reichskommissariats Niederlande“ unterzeichnet.